# Distretto di El Outaya
Il distretto di El Outaya è un distretto della provincia di Biskra, in Algeria, con capoluogo El Outaya.